# Políedre
Un políedre és un cos geomètric, la superfície del qual es compon d'una quantitat finita de polígons plans. Els seus elements notables són la cara o faceta que és la porció de pla que limita el cos, l'aresta on es troben dues cares, i el vèrtex on es troben tres o més arestes. Encara que sempre s'ha concebut el políedre com un cos de tres dimensions, també hi ha semblants topològics en qualsevol dimensió; per exemple, el polígon és el semblant topològic de dues dimensions del políedre. Totes aquestes formes són conegudes com a polítops.
La paraula políedre deriva del grec πολύεδρον (πολύς, polís = "molts" i ἕδρα, hédra = "seient, cara"). Molts objectes microscòpics naturals (molècules, protozous, virus, etc.) tenen una forma o simetria polièdrica. Els cristalls es poden presentar d'aquesta forma, fins i tot a escala microscòpica.

## Nocions bàsiques
En matemàtiques no hi ha una definició única de políedre. Una definició molt general és la següent:
Un políedre és la unió d'un nombre finit de polígons en l'espai, que es troben per parelles en els seus costats.
En altres paraules, cadascun dels costats de cadascun d'aquests polígons coincideix exactament amb un costat d'un altre polígon. En el cas més estudiat, els polígons formen una superfície que delimita una zona sòlida de l'espai: en aquest cas per políedre s'entén aquest sòlid i no només dels polígons que delimiten la seva superfície.
En els llibres de text la definició formal de "políedre" s'acompanya sovint d'altres hipòtesis tècniques afegides, dissenyades per excloure alguns casos considerats "patològics". Per exemple, es defineix una superfície polièdrica com un nombre finit de polígons a l'espai de tal manera que:
1. la intersecció de les dues cares és buida o és una aresta o un vèrtex;
2. cada aresta pertany precisament a dues cares;
3. dues cares adjacents no són coplanàries;
4. fixat un vèrtex {\displaystyle v} i dues cares {\displaystyle f,g} incidents a {\displaystyle v}, existeix una cadena de cares {\displaystyle c_{1},\ldots ,c_{n}} que conté {\displaystyle v} tal que {\displaystyle f=c_{1}}, {\displaystyle g=c_{n}} i {\displaystyle c_{i}} és adjacent a {\displaystyle c_{i+1}} per a cada {\displaystyle i}.

L'elecció de les hipòtesis tècniques afegides no és única i depèn en gran manera de l'elecció de l'autor. Els supòsits enumerats aquí, respectivament, estan dissenyats per impedir que:
1. dues cares s'intersequin a l'interior (cosa que en canvi s'ha d'acceptar si es volen considerar políedres cossos geomètrics com els políedres de Kepler-Poinsot, que s'explicaran en aquest article);
2. una aresta pertanyi a 4, 6 o més cares, com en la unió de dos políedres que s'intersequen en una aresta;
3. dues cares se superposin, o que existeixin arestes "falses" amb angle díedre de 180°;
4. un vèrtex {\displaystyle v} que pertanyi localment a 2 o més objectes diferents, com en la unió de dos políedres que s'intersequen en un únic vèrtex.

### Cara

Un cub té 6 cares quadrades, 12 arestes i 8 vèrtexs.

Els polígons són les cares del políedre. Les cares poden tenir les formes més diverses: poden ser totes congruents (és a dir iguals tret de translacions, rotacions i simetries) com en el cub, tenir sempre el mateix nombre de costats, sense haver de ser congruents, com en el cas més genèric d'un paral·lelepípede, o poden tenir un nombre de costats variable com en un prisma de base no rectangular o una piràmide de base no triangular.

### Aresta
Els costats de les cares són les arestes del políedre. Per definició, una aresta pertany simultàniament a dues cares i la seva magnitud més representativa és la longitud. Un políedre pot tenir arestes de longitud constant (com en el cub) o variable.
Les dues cares que toquen una aresta formen un angle, angle díedre que, en general, varia d'aresta en aresta, però que pot tenir un valor constant en alguns políedres; per exemple, en el cub forma un angle recte, mentre que en el tetràedre és aproximadament de 70° 32′.

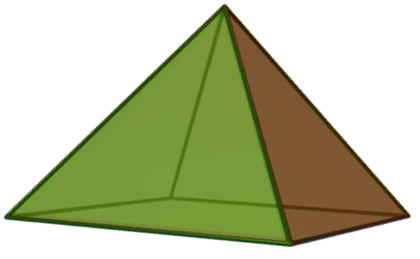
La piràmide de base quadrada té un vèrtex on conflueixen quatre arestes i quatre vèrtexs on n'hi conflueixen tres arestes.

### Vèrtex
Els vèrtexs de les cares (és a dir, els extrems dels costats) són els vèrtexs del políedre. Cada vèrtex pertany almenys a tres cares diferents. El nombre n de cares a les quals pertany també és igual al nombre d'arestes que toca.

### Adjacència i incidència

En el tetraedre dues cares qualssevol són sempre adjacents.

S'anomenen vèrtexs adjacents del políedre dos vèrtexs que són extrems comuns d'una aresta; s'anomenen arestes adjacents del políedre a les que tenen un vèrtex en comú; s'anomenen cares adjacents del políedre a les cares que tenen una aresta en comú. Cadascuna de les tres relacions d'adjacència entre els vèrtexs, les arestes i les cares d'un políedre és clarament una relació simètrica. Per exemple, en un tetraedre dos vèrtexs i dues cares són sempre adjacents, mentre que una aresta és adjacent a totes les altres arestes tret d'una: l'aresta oposada.
Per fixar la terminologia, s'introdueixen també tres relacions d'incidència. S'anomenen incidents: 
- un vèrtex i l'aresta de la qual el vèrtex n'és extrem;
- un vèrtex i una cara de la qual el vèrtex en forma part;
- una aresta i una cara de la qual l'aresta n'és un costat.

### Quantitat de cares, arestes i vèrtexs

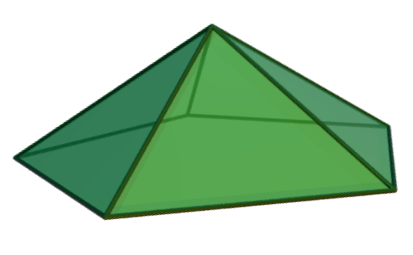
Un hexàedre.

Per a cada C superior o igual a 4 existeix un políedre amb C cares. Una primera classificació dels políedres es fa sobre la base del nombre de les seves cares: els políedres de 4, 5, 6, 7, 8 ... 12 ... 20 ... cares poden ser anomenats, respectivament, tetraedre, pentaedre, hexaedre, heptàedre, octaedre, ... dodecaedre, ... icosaedre, ... d'acord amb el prefix grec corresponent al nombre de polígons utilitzats. Però els noms octaedre, dodecaedre i icosàedre, generalment es reserven a tres políedres molt específics i no genèrics d'un políedre amb 8, 12 i 20 cares: són tres dels 5 sòlids platònics.
El nombre de cares, arestes i vèrtexs d'un políedre forma una tríada de nombres indicada amb {\displaystyle (C,A,V)}. El tetraedre és el políedre més petit, en el sentit que té 4 cares, 6 d'arestes i 4 vèrtexs, mentre que tots els altres políedres tenen {\displaystyle C>4}, {\displaystyle A>6}, {\displaystyle V>4}.

## Altres nocions

### Convexitat

L'estel octangle és un políedre no convex.

Un políedre convex és un políedre que materialitza un sòlid convex. Aquesta condició es pot expressar de diverses maneres equivalents.
- Per a cada parell de punts del sòlid, el segment que els uneix està totalment contingut en el sòlid (aquesta és la definició habitual de conjunt convex en l'espai);[3]
- El pla que conté cadascuna de les cares divideix l'espai en dos semiespais, i el políedre està totalment contingut en un d'aquests semiespais.

Un políedre que no és convex, de vegades es diu que és còncau.
Els políedres més coneguts són políedres convexos. Si bé la definició general d'un políedre varia segons l'autor, hi ha una definició d'un políedre convex universalment acceptada pels matemàtics, que es descriu a continuació. Un semiespai és una de les dues parts de l'espai delimitada per un pla.
Un políedre convex és una zona limitada de l'espai obtinguda com la intersecció d'un nombre finit de semiespais.
A partir d'aquesta definició, es pot definir la cara com els polígons obtinguts intersecant el políedre amb els plans que delimiten aquest semiespai. Per exemple, el cub és un políedre convex amb 8 cares i es pot obtenir com la intersecció de 8 semiespais, delimitat pels plans que contenen les cares.

### Esquelet

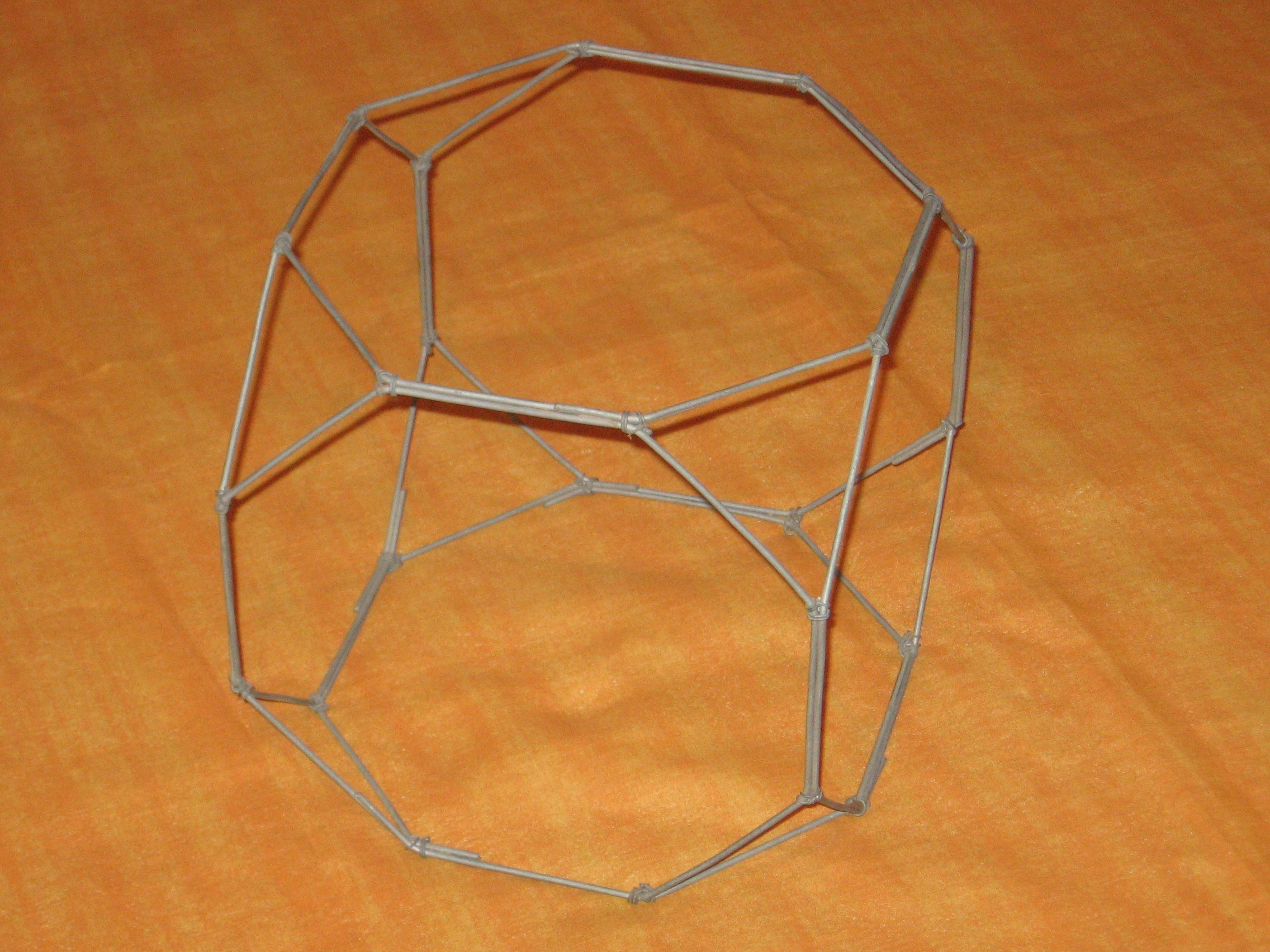
Model d'esquelet d'un políedre a l'espai.

Els vèrtexs i les arestes d'un políedre formen un graf, anomenat esquelet del políedre. Per exemple, l'esquelet del tetraedre és un graf complet amb 4 vèrtexs.
L'esquelet d'un políedre convex és un graf pla: De fet, es pot projectar el graf a partir d'un punt intern qualsevol del políedre sobre una esfera centrada en el punt, i després en el pla, a través d'una projecció estereogràfica. El graf d'un políedre més complex pot no ser pla.

### Desenvolupament pla

El dodecaedre…

... i un dels seus desenvolupaments.

El desenvolupament pla d'un políedre és una figura plana que consta d'un nombre de polígons connectats al llarg d'alguns costats, que pot ser plegat en l'espai de forma que es tanca i forma el políedre. El desenvolupament pla és una eina pràctica útil per a la construcció de políedres de paper.
Qualsevol políedre convex es pot construir a partir d'un desenvolupament pla. El mateix políedre pot ser construït a partir de diferents desenvolupaments plans: el conjunt de polígons presents és sempre el mateix (són les cares de políedre), però la figura que formen pot ser diferent.

### Estructura combinatòria i mètrica

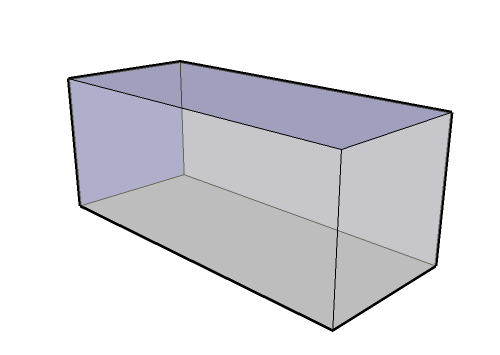
Un paral·lelepípede té sempre la mateixa estructura combinatòria, al prescindir de les longituds dels costats i dels angles que formen.

L'estructura combinatòria d'un políedre és el conjunt dels seus vèrtexs, arestes i cares i les relacions d'incidència entre ells. En canvi, l'estructura mètrica d'un políedre és l'estructura del políedre com a espai mètric, és a dir, com a espai dotat de distància entre els punts.
Una rotació al voltant d'un eix o una translació deixen sense canvis les estructures mètrica i combinatòria d'un políedre. Una dilatació transforma l'estructura mètrica (per exemple, ja que modifica les distàncies entre els vèrtexs), però deixa sense canvis l'estructura combinatòria. Més en general, l'estructura combinatòria és més flexible: per exemple, dos paral·lelepípedes tenen la mateixa estructura combinatòria, però no necessàriament la mateixa estructura mètrica.
La tríada (V, A, C) dona una bona descripció de l'estructura combinatòria del políedre. Però la descripció no és completa, perquè no conté tota la informació sobre les adjacències. Una informació afegida és el nombre d'arestes incidents als vèrtexs.

## Propietats topològiques
Les propietats topològiques d'un políedre són les que descriuen només la forma global. Els políedres més estudiats (per exemple, els convexos), tenen tots la mateixa forma topològica: són «topològicament equivalents» a una bola, aquests políedres s'anomenen simples. Per als políedres simples es verifica una fórmula que és important: la relació d'Euler.

### Topologia de la superfície

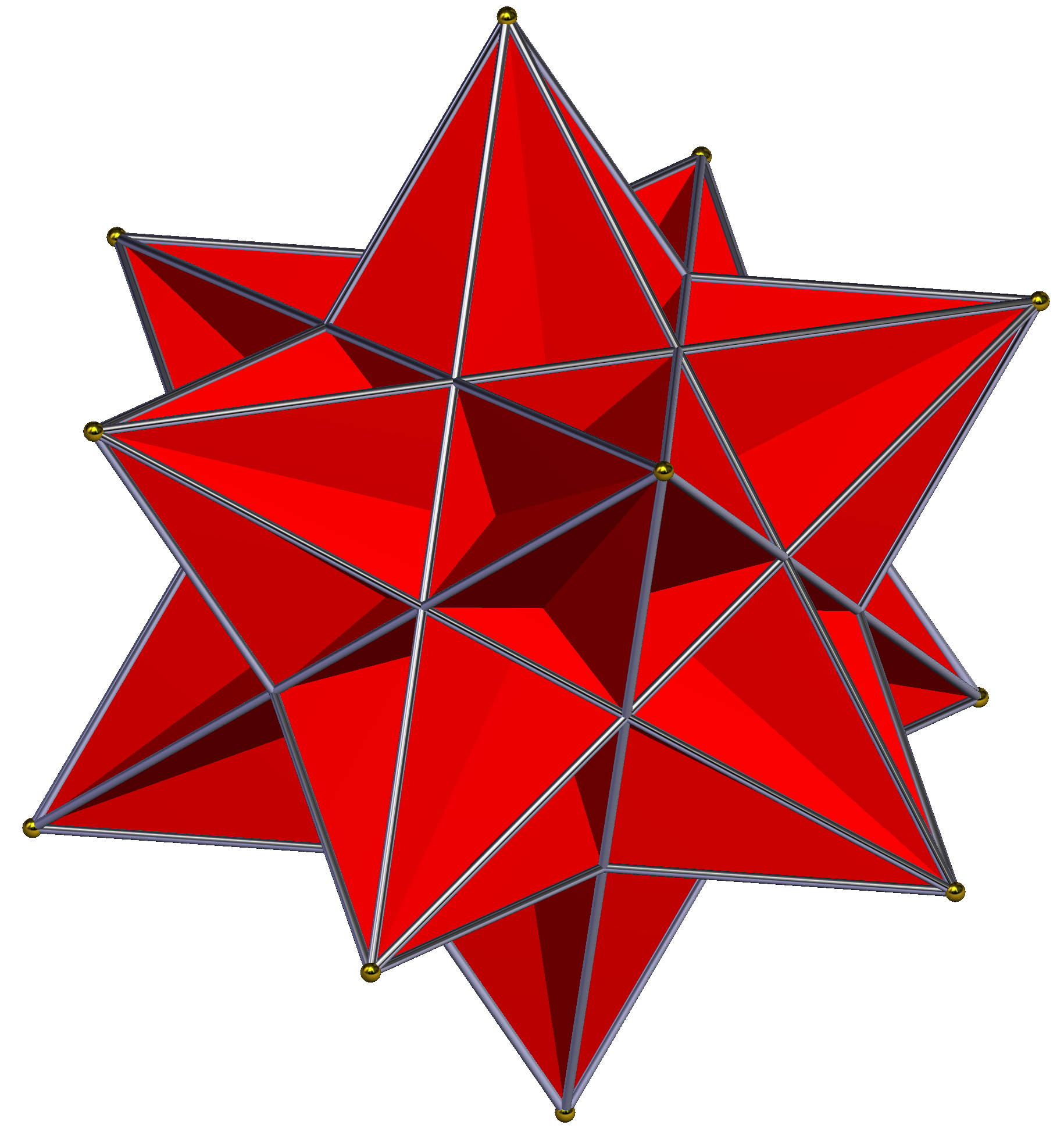
El gran icosàedre té 20 cares triangulars que s'entrecreuen entre si.

La superfície d'un políedre és la unió dels seus costats. En alguns casos, com en el gran icosàedre que es mostra a la imatge, aquestes cares poden entrecreuar-se i formar una figura complicada. Quan això succeeix, pot ser que no sigui clar quina és la porció sòlida de l'espai a considerar realment "compresa" dins de les cares. Aquest fenomen és similar al que succeeix en dimensió 2 en els polígons estelats.

Un políedre amb un forat, té la topologia d'un torus.

En els casos més estudiats, però, les cares no es creuen i formen efectivament una superfície que pot ser estudiada des d'un punt de vista topològic: és a dir, que descriu la forma global, sense ocupar-se dels angles formats localment per les diverses arestes i vèrtexs. Una superfície delimita sempre una part de l'espai.
Des d'un punt de vista topològic, una superfície en l'espai es caracteritza sobretot pel "nombre de peces disjuntes" i el "nombre de forats". Quan està formada d'una sola peça i no té forats, és equivalent a una esfera. Les peces disjuntes i el nombre de forats en matemàtiques es formalitzen respectivament amb els conceptes de component connexa i gènere. Un políedre amb un forat té una seva superfície en forma d'un torus.
Un políedre les cares del qual formen una superfície d'una sola peça i sense forats s'anomena simple. Els políedres convexos, i la majoria de políedres estudiats, són simples.

### Relació d'Euler

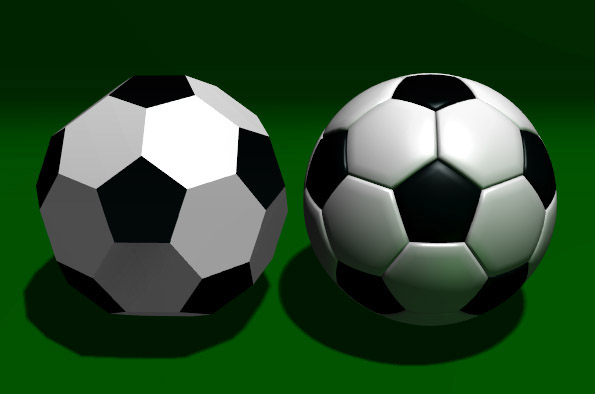
No és possible construir un políedre tal que a tots els vèrtexs hi incideixin tres arestes i amb totes les cares hexagonals. La pilota de futbol que es fa servir normalment és un icosàedre truncat, les cares del qual són 20 pentàgons i 12 hexàgons.

La relació d'Euler relaciona el nombre {\displaystyle C}, {\displaystyle A} i {\displaystyle V} de cares, arestes i vèrtexs d'un políedre simple de la següent manera:
{\displaystyle C+V=A+2}
Per exemple:
- pel cub: {\displaystyle C=6}, {\displaystyle V=8}, {\displaystyle A=12}, d'on  {\displaystyle C-A+V=6-12+8=2}.
- pel tetraedre: {\displaystyle C=4}, {\displaystyle V=4}, {\displaystyle A=6}, d'on  {\displaystyle C-A+V=4-6+4=2}.
- pel prisma a base pentagonal: {\displaystyle C=7}, {\displaystyle V=10}, {\displaystyle A=15}, d'on  {\displaystyle C-A+V=7-15+10=2}.
- pel dodecaedre: {\displaystyle C=12}, {\displaystyle V=20}, {\displaystyle A=30}, d'on  {\displaystyle C-A+V=12-30+20=2}.

La relació d'Euler es pot fer servir per demostrar, per exemple, que no es pot construir una pilota de futbol similar a la de la foto, però amb totes les cares hexagonals.
La relació d'Euler pot no ser aplicable en políedres no simples. Per exemple, en un políedre en forma de torus com el que es presenta a la figura la relació val {\displaystyle V-A+C=0}. La quantitat {\displaystyle \chi =V-A+C} en realitat només depèn de la topologia del políedre i s'anomena característica d'Euler-Poincaré és una quantitat molt important en topologia.

## Simetria
Els políedres més estudiats són els que presenten moltes simetries. Una simetria d'un políedre és una isometria de l'espai que transforma el políedre en si mateix. Les simetries d'un políedre formen un grup, anomenat grup de simetria.

### Tipus de simetria

Simetries del tetraedre: la rotació al voltant d'un eix o la reflexió respecte d'un pla.

Hi ha dues classes d'isometries en l'espai euclidià tridimensional: les que preserven l'orientació de l'espai (és a dir, transformen una mà dreta en una mà dreta) i les que la inverteixen (transformen una mà dreta en una mà esquerra). La mateixa classificació es fa en les simetries d'un políedre.
- Simetria d'un políedre que preserva l'orientació ha de ser necessàriament una rotació al voltant d'un eix.[6] Aquest eix és un eix de simetria de rotació.
- Una simetria que no conserva l'orientació pot ser:
  - una reflexió respecte d'un pla, anomenat pla de simetria,
  - la composició funcional d'una reflexió respecte d'un pla i d'una rotació entorn d'un eix perpendicular al pla.

Per exemple, un tetraedre té 7 eixos de simetria: quatre pels vèrtexs i tres per cada parell d'arestes oposades (vegeu la figura). Així mateix té 6 plans de simetria (un per a cada aresta). Les simetries són, però, en realitat 24. De les quals 12 mantenen l'orientació i són: la identitat, 2 de rotacions al voltant de qualsevol eix del primer tipus (de 120° i 240°) i rotació de 180° al voltant d'un eix del segon tipus (és a dir, {\displaystyle 1+2\times 4+3=12}). També hi ha 12 simetries que no mantenen l'orientació: 6 són reflexions respecte del pla com a la figura, i altres 6 són composicions de reflexos i rotacions.

### Plans, eixos i centre de simetria
Els plans i els eixos de simetria són el resultat de la presència de simetries de reflexió i de rotació. La intersecció de tots els eixos i tots els plans de simetria pot ser un pla, una recta, un punt, o buida. La intersecció pot estar buida només si no existeixen simetries. Si la intersecció és un punt, d'aquest punt se'n diu centre del políedre. Si la intersecció és una recta, aquesta és l'eix del políedre.
Per exemple, el tetraedre i el cub tenen un centre. Una piràmide de base quadrada no té un centre, però té un eix.

### Quiralitat

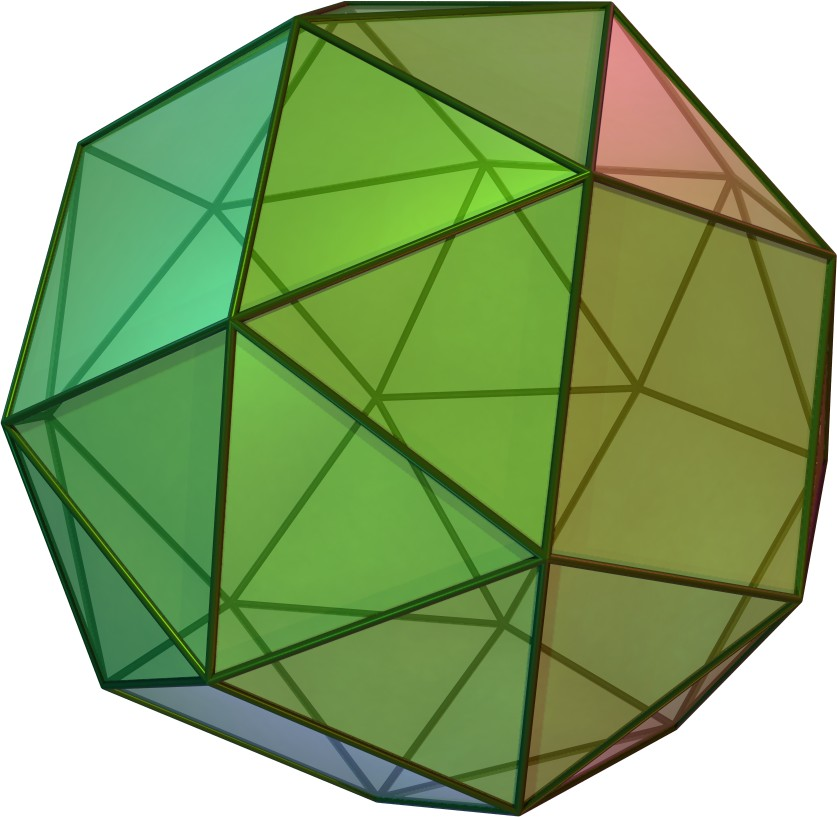
El cub xato és quiral; és a dir, no és equivalent...

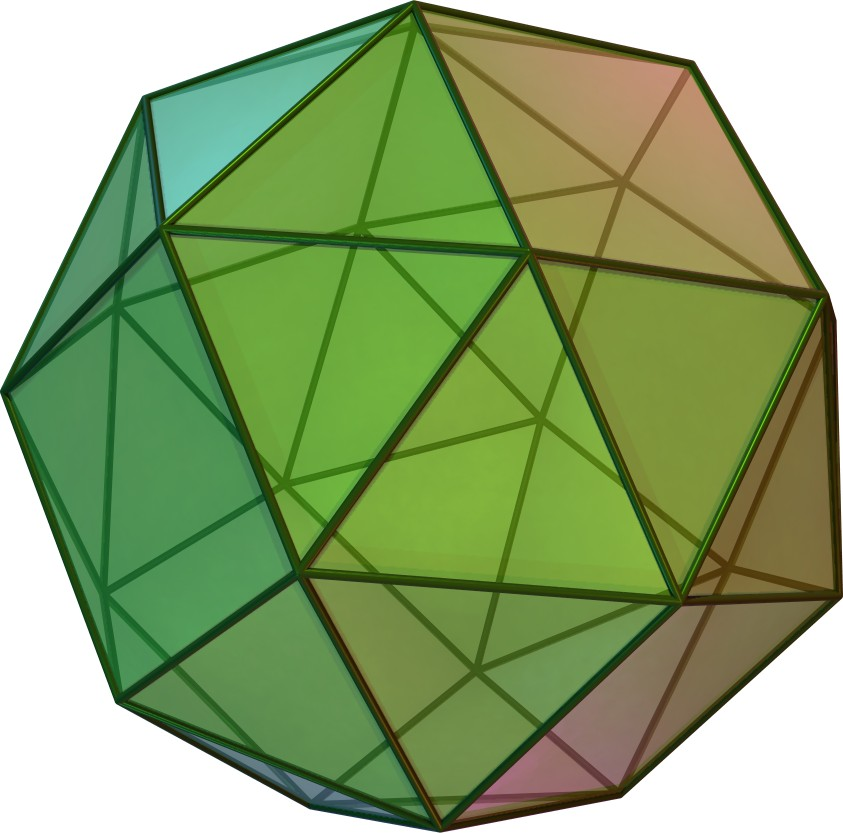
...a la seva imatge especular.

Un políedre és quiral si no és equivalent a la seva imatge especular. Més concretament, un políedre és quiral si totes les seves simetries són rotacions: no hi ha cap simetria que inverteixi l'orientació. Més concretament, un políedre quiral es comporta com una mà: es presenta en dues formes (una "esquerra" i una "dreta") que són un mirall l'una de l'altra.

### Regularitat
Una simetria mou un vèrtex cap a un vèrtex, que pot ser el mateix o diferent del de partida. De la mateixa manera, mou una aresta cap a una aresta, i una cara cap a una cara. La simetria determina llavors una permutació dels vèrtexs, les arestes i les cares.

El dodecàedre ròmbic és regular respecte de les arestes i les cares, però no ho és respecte dels vèrtexs: en alguns hi incideixen tres arestes i en altres quatre.

Les simetries d'un políedre indueixen una relació d'equivalència en el conjunt dels seus vèrtexs (i de manera similar al conjunt de les arestes i de les cares): dos vèrtexs (o arestes o cares) són equivalents si existeix una simetria que mou de la primera a la segona.
Dos vèrtexs (o arestes o cares) equivalents han de tenir necessàriament el mateix aspecte: per exemple, dos vèrtexs equivalents han de tenir el mateix nombre d'arestes incidents, dues arestes la mateixa longitud i el mateix angle díedre i dues cares equivalents han de ser congruents. Totes aquestes condicions necessàries en general no són suficients: hi pot haver cares congruents i no equivalents, arestes de la mateixa longitud i amb el mateix angle díedre no equivalents, i així successivament.
Si els vèrtexs d'un políedre són tots equivalents, es diu que el políedre és regular respecte dels vèrtexs. De la mateixa manera, si totes les arestes són equivalents o totes les cares, es diu que és regular respecte de les arestes o les cares. Els termes homogeni i transitiu es poden fer servir com a sinònim de regular.
Un políedre que és regular respecte dels vèrtexs, les arestes i les cares es diu que és regular. Només hi ha 5 políedres simples regulars: són els sòlids platònics.

### Grup de simetria
Les simetries d'un políedre formen sempre un grup amb l'operació de composició de funcions. Aquest grup és sempre un grup finit.
Per exemple, el grup de simetries del tetraedre és el grup de permutacions {\displaystyle S_{4}} de 4 elements: de fet cada permutació dels 4 vèrtexs es realitza exactament per una simetria. Les simetries són en efecte 4! = 24.
Les simetries que preserven l'orientació formen un subgrup, anomenat grup de les rotacions. Aquest pot coincidir amb tot el grup (si el políedre és quiral) o pot tenir index 2 (si no és quiral). El tetraedre no és quiral: el grup de les rotacions és el grup alternat {\displaystyle A_{4}}, que té 12 elements.

L'octaedre té 24 simetries de rotació: aquestes formen el grup.

L'icosaedre té 60 simetries de rotatoció: aquestes formen el grup.

Tot i la gran varietat de políedres existents, hi ha poques classes de grups de simetria possibles. Per exemple, els únics grups que poden ser grups de rotació de qualsevol políedre són
{\displaystyle C_{n},D_{n},A_{4},S_{4},A_{5}\,\!}
on {\displaystyle C_{n}} és el grup cíclic d'ordre {\displaystyle n}, {\displaystyle D_{n}} és el grup díedre d'ordre {\displaystyle 2n}, {\displaystyle S_{n}} és el grup simètric d'ordre {\displaystyle n!} i {\displaystyle A_{n}} és el grup alternat d'ordre {\displaystyle n!/2}. Els grups {\displaystyle C_{n}} i {\displaystyle D_{n}} s'obtenen també com a grups de rotacions i de simetria d'un polígon regular amb {\displaystyle n} cares: són grups que s'obtenen fins i tot en el pla i, per tant, la seva presència no resulta sorprenent.
Els grups {\displaystyle A_{4},S_{4}} i {\displaystyle A_{5}} són per tant els únics grups de rotació essencialment tridimensionals. Són els grups de rotació dels 5 sòlids platònics: {\displaystyle A_{4}} pel tetraedre, {\displaystyle S_{4}} pel cub i l'octaedre, {\displaystyle A_{5}} per l'icosaedre i el dodecaedre. Els sòlids platònics aquí juguen (com en molts altres contextos) un paper central.

## Dualitat

Dualitat entre el cub i l'octaedre.

Dos políedres P i Q són duals si tenen intercanviats els papers dels vèrtexs i les cares. Més precisament, a cada vèrtex, aresta o cara de P, li correspon respectivament, una cara, aresta o vèrtex de Q, de manera que es conserven les adjacències i incidències. Per exemple, si un vèrtex de P és adjacent a una aresta de P, la corresponent cara de Q és adjacent a la corresponent aresta de Q.
En particular, les ternes de nombres (V, A, C) dels dos políedres són l'una l'oposada de l'altre. Per exemple, el cub, amb {\displaystyle (V,A,C)=(8,12,6)} és dual de l'octaedre que té {\displaystyle (V,A,C)=(6,12,8)}. En molts casos (com aquest), la dualitat es realitza de manera tal que el vèrtex de Q són punts interiors de les corresponents cares de P (vegeu un exemple a la figura).
Tot políedre convex té un políedre dual, que es pot definir com el resultat d'una inversió respecte d'una esfera. Quan el políedre té un centre, és natural prendre com esfera una esfera centrada en aquest punt. La construcció del dual dels políedres no convexos és més problemàtica.

## Classes de políedres

### Prismatoides
Un prismatoide és un políedre els vèrtexs del qual es troben en dos plans paral·lels. Tret de rares excepcions, els prismatoides tenen en general com a molt un eix de simetria (ortogonal als plans paral·lels), i el seu grup de simetries és cíclic ({\displaystyle C_{n}}) o diedric ({\displaystyle D_{n}}), el que és similar al grup de simetries d'un polígon en el pla.
Hi ha diverses famílies infinites de prismatoides. Aquí s'enumeren les més utilitzades.
| Piràmide | prisma | Antiprisma | Prisma estelat | Cúpula | Tronc de piràmide |
- Una piràmide té una cara anomenada base i un vèrtex en un pla diferent de la base connectat a aquesta a través de cares triangulars.
- Un prisma té dues cares congruents que pertanyen a dos plans paral·lels, connectades amb paral·lelograms laterals.
- Un antiprisma és similar al prisma: té dues cares congruents sobre dos plans paral·lelts, però connectades amb triangles.
- Un prisma estelat o un antiprisma estelat es defineix de manera anàloga: però les dues cares són polígons estelats.
- Una cúpula té dues cares no congruents, connectades per triangles i rectangles.
- Un tronc de piràmide té dues cares no congruents però semblants, connectades per trapezis.

### Sòlids platònics
Existeixen exactament 5 políedres simples regulars respecte de les cares, les arestes i els vèrtexs. Aquests són els sòlids platònics. Aquests políedres també es coneixen com a regulars.
| Tetraedre(4,6,4)(3,3) | Cub(6,12,8)(4,3) | Octaedre(8,12,6)(3,4) | Dodecaedre(12,30,20)(5,3) | Icosaedre(20,30,12)(3,5) |
La taula indica per cadascun dels sòlids platònics la terna (C, A, V) i un parell {\displaystyle (N,M)}, amb {\displaystyle N} igual al nombre de costats de cada cara i {\displaystyle M} igual al nombre d'arestes de cada vèrtex. Cub i octaedre són duals, i dodecaedre i icosàedre són duals. El tetraedre és dual de si mateix (la dualitat inverteix la terna i el parell de nombres de la taula).
El centre de cada sòlid platònic és també el centre d'una esfera inscrita (interna i tangent a totes les cares) i una esfera circumscrita (externa i que conté tots els vèrtexs).
Els políedres, a més de tenir com a cares polígons regulars tots iguals, també han de tenir totes les arestes i vèrtexs equivalents.
Els sòlids platònics tenen un paper central en la geometria sòlida: són els sòlids que presenten la regularitat més gran possible i el nombre més gran de simetries. Els seus grups de simetria tenen vincles amb les seccions més dispars de les matemàtiques. També tenen un lloc rellevant en la història del pensament grec, àrab i del Renaixement. Plató en el Timeu, associa a cadascun d'ells un element: el foc al tetraedre, el cub a la terra, l'aire a l'octaedre, l'aigua a l'icosaedre, mentre pensa que el dodecàedre és la forma de l'univers.

### Políedres de Kepler-Poinsot
A més dels 5 políedres platònics, hi ha uns altres 4 políedres regulars no simples. Les cares d'aquests políedres sinstersequen entre si, dues d'elles, descoberts per Kepler, tenen com a cares polígons estelats regulars, altres dos, descoberts per Louis Poinsot, tenen cares regulars no estelades, però tanmateix entrellaçades.
| Petit dodecaedre estelat (12,30,12)(5,5) | Gran dodecaedre (12,30,12)(5,5) | Gran dodecaedre estelat (12,30,20)(5,3) | Gran icosaedre (20,30,12)(3,5) |
Els dos políedres estelats tenen com a cares 12 pentàgons estelats (Pentacles). Els valors (C, A, V) i (N, M) tenen el mateix significat que s'ha descrit anteriorment. Els dos primers políedres són l'un dual de l'altre, com també ho són els dos últims.

### Políedres uniformes

El cuboctàedre és un sòlid arquimedià.

Un políedre uniforme és un políedre 
- regular segons els vèrtexs,
- les cares del qual són polígons regulars.

El políedre no ha de ser necessàriament simple. Els políedres uniformes es classifiquen de la següent forma:
- Famílies infinites de prismatoides: prismes, antiprismes, prismes estelats i antiprismes estelats regulars.
- Els 5 Sòlids platònics i els 4 sòlids de Kepler-Poinsot, que també són regulars respecte de les arestes i les cares.
- Altres 13 sòlids convexos, anomenats Sòlids arquimedians.
- Altres 54 sòlids no convexos (amb cares convexes o estelades).

Els políedres duals dels políedres uniformes són regulars respecte de les cares i tenen vèrtexs regulars. Entre aquests, els 13 sòlids duals dels sòlids arquimedians s'anomenen políedres de Catalan en honor del matemàtic belga Eugène Charles Catalan.

### Sòlids de Johnson

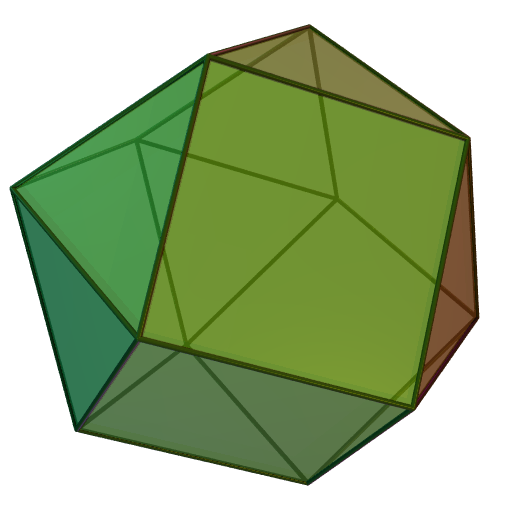
L'ortobicúpula triangular és un sòlid de Johnson.

Un sòlid de Johnson és un políedre convex 
- no regular respecte dels vèrtexs,
- les cares del qual són polígons regulars.

En altres paraules, els sòlids de Johnson són els sòlids convexos amb cares regulars que no són uniformes.
Els sòlids de Johnson són 92, i venen generalment indicats amb una sigla que va de {\displaystyle J_{1}} fins a {\displaystyle J_{92}}.
Els sòlids convexos que tenen cares regulars són per tant: prisma i antiprisma regulars (en quantitat infinita), els sòlids platònics (5), els sòlids arquimedians (13) i els de Johnson (92).

### Políedres compostos

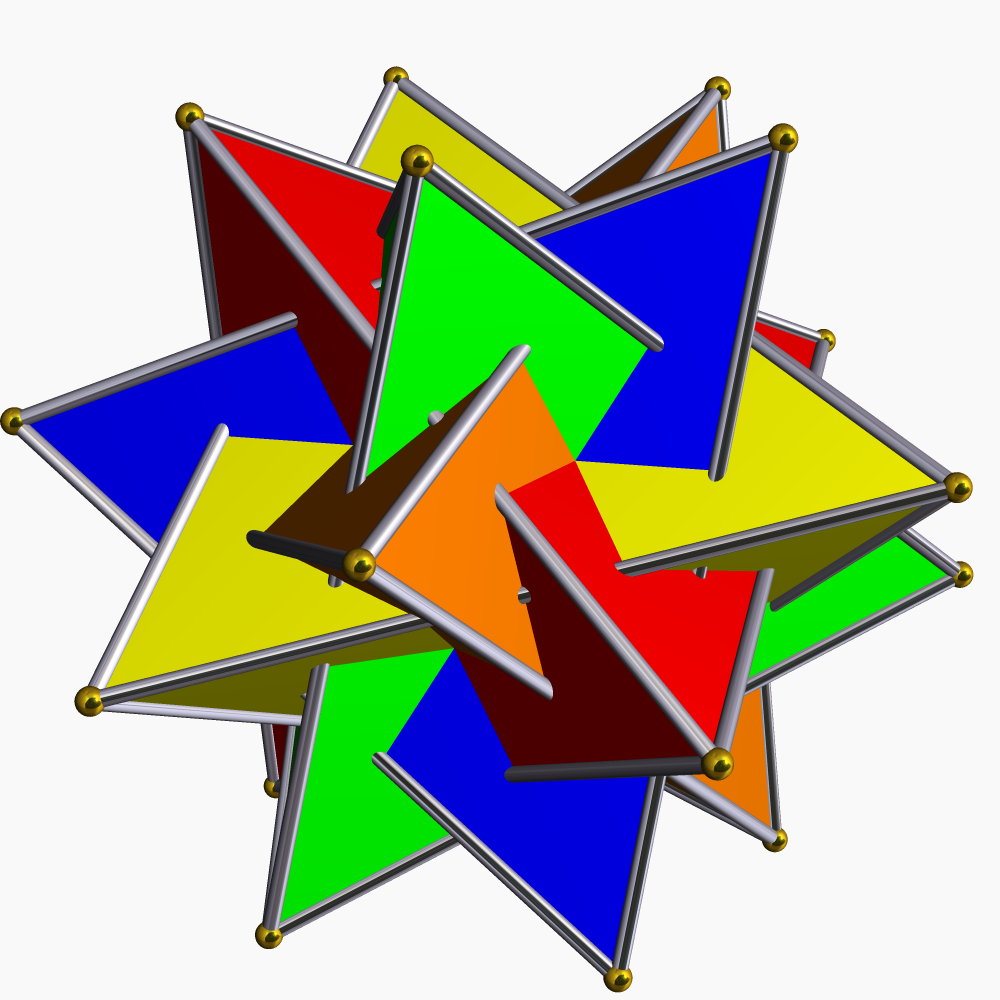
Aquest políedre és unió de cinc tetraedres

Un políedre compost és un políedre obtingut com a unió de diversos políedres diferents que tenen el mateix centre. Un políedre d'aquest tipus generalment no és convex.
Per exemple, l'estel octangle que s'ha mostrat abans es pot descriure dom un políedre compost, format per dos tetraedres, que tenen el mateix centre però en posicions diferents.
Els políedres compostos més importants són els que presenten moltes simetries. Per exemple el políedre que es mostra a la figura, anomenat compost de cinc tetraedres, és efectivament la unió de 5 tetràedres concèntrics: té {\displaystyle 5\times 4=20} vèrtexs, que també són els vèrtexs d'un dodecàedre regular.

## Operacions amb políedres
Algunes operacions permeten transformar un políedre en un altre, o combinar diversos políedres per tal de recobrir l'espai.

### Truncament
El truncament d'un vèrtex v d'un políedre és l'eliminació d'una part de políedre a través d'un tall a prop de v. La peça que es retira és una piràmide amb vèrtexs a v i base determinada pel pla al llarg del qual es fa el tall. La base és un polígon amb n costats, on n és el nombre d'arestes incidents a v.
El nou políedre té una cara més respecte a l'anterior. Truncant un vèrtex cada cop, és possible, a partir del tetraedre, construir políedres amb un nombre arbitrari 4, 5, 6 ... de vèrtexs.
Molts sòlids arquimedians s'obtenen truncant adequadament tots els vèrtexs d'un sòlid platònic. Un truncament variable es pot fer servir en alguns casos per passar d'un políedre al seu dual, com en aquesta seqüència que connecta el cub amb l'octaedre:
| Cub | Cub truncat | Cuboctàedre | Octàedre truncat | Octàedre |

### Estelació
L'estelació és una operació definida per Kepler el 1619: consisteix a estendre algunes cares del políedre fins a un punt on es tornen a trobar. Amb aquesta operació Kepler va construir, a partir del dodecàedre regular, dos dels quatre políedres conegut avui dia com sòlids de Kepler-Poinsot. L'estrella octàngula és un estelació de l'octaedre regular.
A continuació es presenten algunes estelacions: una de l'octaedre (l'estrella octàngula), tres del dodecàedre regular (les dues primeres són els sòlids de Kepler), i una de l'icosaedre.
| Octaedre | Dodecaedre (1) | Dodecaedre (2) | Dodecaedre (3) | Icosaedre |

### Enrajolat
Alguns políedres es poden fer servir com maons per omplir l'espai sense deixar forats, de manera similar al que passa als ruscs: aquesta operació s'anomena enrajolat de l'espai (o tessel·lació o pavimentació de l'espai). Els políedres en un enrajolat són adjacents al llarg de les seves cares. Entre els sòlids platònics, l'únic capaç d'enrajolar l'espai és el cub; entre els sòlids arquimedians, hi ha el dodecàedre ròmbic i l'octàedre truncat. Octàedres i tetràedres regulars es poden fer servir en parelles per a enrajolar l'espai.
| Cub | dodecàedre ròmbic | octàedre truncat | Octàedres i tetràedres |

## Políedres al món real

### Naturals

#### Minerals
Molts minerals cristal·litzen en una forma que correspon a un políedre. La pirita es pot presentar en tres modes de cristal·lització diferents: amb cristalls cúbics, octaèdrics o en forma d'un dodecàedre no regular (anomenat pentadodecaedre o piritoedre). Però cap mineral no té la forma d'un icosaedre ni d'un dodecàedre regular.
| Cub | Octaedre | Dodecaedre |
La leucita pot adoptar la forma d'un icositetràedre trapezoïdal (un sòlid de Johnson). El pyrop pot adoptar la forma d'un dodecàedre ròmbic (un políedre de Catalan) i l'aragonita la forma d'un prisma pseudohexagonal.
| icositetràedre trapezoïdal | Dodecàedre ròmbic | prisma pseudohexagonal |

#### Radiolaris
Molts organismes miscroscopics tenen formes o simetries polièdriques. Entre ells, el radiolari pot adoptar la forma d'un icosàedre regular o d'una geoda. En forma de geoda, es pot comprovar una de les conseqüències de la relació d'Euler descrita més amunt: no es pot construir un sòlid en el qual les arestes incidents a cada vèrtex siguin tres i en el qual les cares siguin totes hexagonals. A la figura, de fet hi ha presents alguns pentàgons. La geometria regular dels esquelets d'aquests microorganismes han fascinat fins a finals del segle xix molts naturalistes, entre ells Ernst Haeckel i D'Arcy Thompson, que també han cercat una interpretació integrada entre la biologia i la geometria sobre la importància d'aquestes estructures:
| Icosaedre[16] | Geoda |

### Artificials

#### Piràmides
El sòlid artificial més antic del que s'ha seguit la pista és segurament la piràmide.
| Piràmides d'Egipte | Piràmide del Museu del Louvre |

#### Daus
El dau clàssic de joc té la forma d'un cub. Alguns jocs de rol però fan servir els 5 sòlids platònics: la regularitat dels sòlids de fet assegura que cadascuna de les cares té la mateixa probabilitat de sortir després d'un llançament 
| Els sòlids platònics i dos trapezoedres emprats com a daus. |
Per mantenir la mateixa probabilitat n'hi ha prou que el sòlid sigui regular respecte de les cares, per aquesta raó també es fan servir trapezoedres. Per exemple, els dos trapezoedres amb 10 cares com es mostra a la figura emprats de manera simultània permeten sortejar un nombre del 0 al 99.

#### Cúpules geodèsiques
Una cúpula geodèsica és un sòlid amb moltes cares, la forma del qual és molt similar a la d'una esfera (o a una part d'aquesta). Igual com s'ha comentat pels radiolaris més amunt, en les cúpules geodèsiques és fàcil verificar els efectes de la relació d'Euler.
| Walt Disney World Resort | Montreal | Museu Dalí de Figueres |